# Nyon
Nyon é uma cidade suíça. Encontra-se a 25 km de Genebra numa zona chamada La Côte  nas margens do lago Lemano, é a capital do Distrito de Nyon do Cantão de Vaud.

## História
Nyon foi fundada pelos Romanos  entre 46 AEC e  44 AEC com o nome de Colônia Júlia Equestre que cresceu ao ponto de se tornar uma das mais importantes colónias romanas da  Suíça, com um forum, uma basílica e um  anfiteatro, que só foi descoberto em 1996 quando se pretendia construir um parque de automóveis subterrâneo.

## Museus
- Castelo de Nyon: encontra-se o museu da porcelana fabricada na cidade desde o século XVIII - a porcelana de Nyon. [1]
- Museu do Lemano: junto ao porto, o museu é dedicado ao lago, a sua história, com maquetes de barcos e da barca do Lemano, e pinturas relacionadas com ele.
- Museu Romano de Nyon: no sobre solo das fundações da antiga basílica romana que fica perto do anfiteatro e do forum. [2]

## Organizações internacionais
- União das Federações Europeias de Futebol (UEFA)
- Associação de Clubes Europeus (ECA)

## Transportes

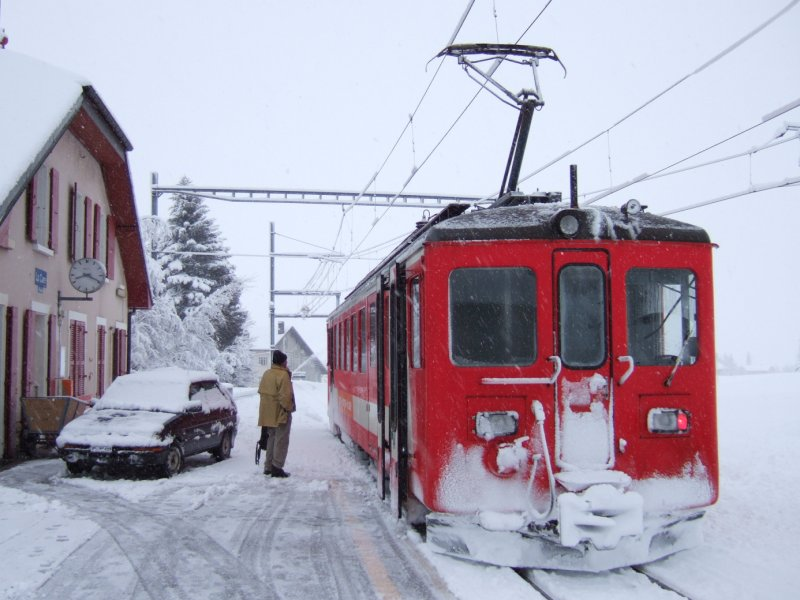
O NStCM em La Cure (Fr.)

Além dos transportes públicos, que também servem Coppet e mesmo Divonne-les-Bains, na França,  e como  os CFF - a companhia de caminhos de ferro suíços - Nyon é servida pela auto-estrada Genebra-Lausana, do lado do lago pela Companhia Geral de Navegação sobre o lago Lemano (CGN) e do lado da montanha de uma companhia de caminho de ferro de montanha, a  Linha Nyon–St.Cergue–LaCure-Morez (NStCM).

## Manifestações
- O Paléo Festival é o maior festival de musica ao ar livre da Suíça, que se realiza anualmente em Julho.
- Visions du Réel é um festival internacional do filme documentário, que se realiza na Primavera.

## Imagens

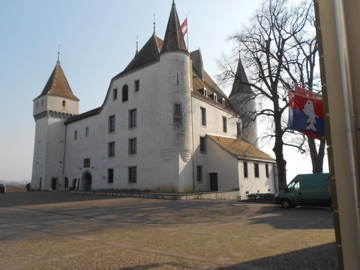
Castelo de Nyon visto de Oeste
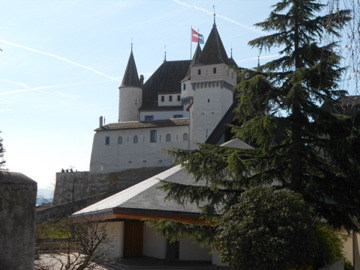
Vista do Norte
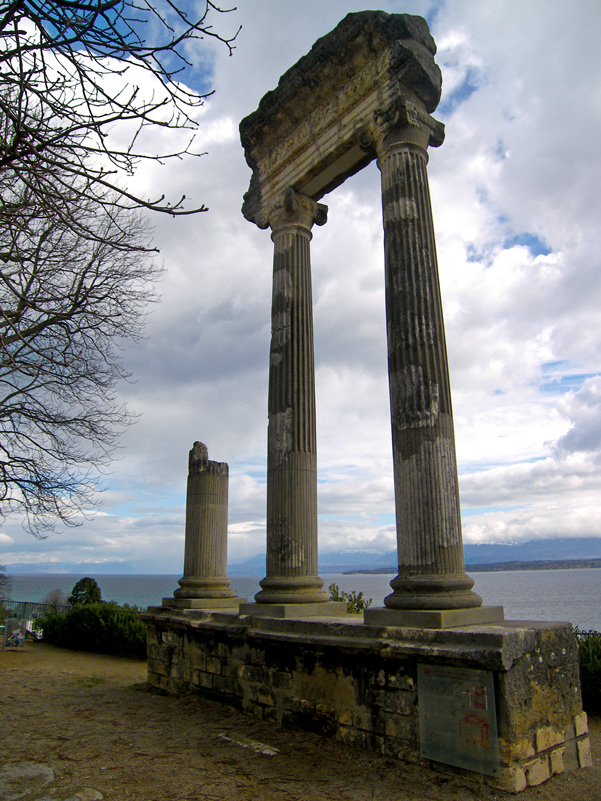
Coluna romana
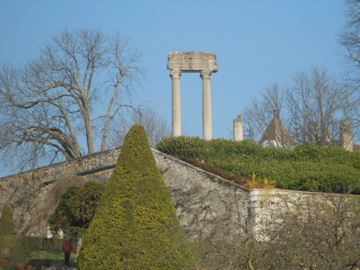
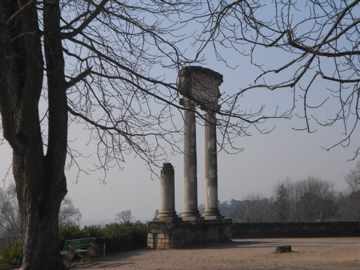
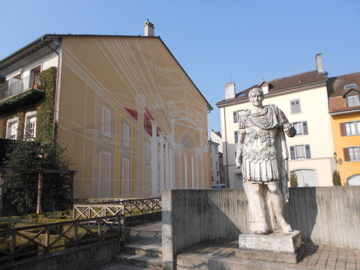
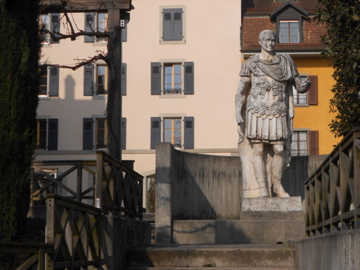